# Vrtilna količina
Vrtílna količína (navadno označena z veliko grško črko Γ, v angleški literaturi pa pogosto tudi z veliko latinično črko L) je fizikalna količina, ki nastopa pri kroženju in vrtenju teles. Vrtilno količino točkastega telesa glede na izbrano osišče izračunamo kot zmnožek njegove mase, tangentne komponente hitrosti in razdalje od izbranega osišča. Pri vrtenju togega telesa je vrtilna količina enaka zmnožku njegovega vztrajnostnega momenta in kotne hitrosti. Mednarodni sistem enot predpisuje za vrtilno količino izpeljano enoto kg m²/s.
Vrtilna količina je vektorska količina, ki jo izračunamo kot vektorski produkt ročice {\displaystyle {\vec {\mathbf {r} }}} in gibalne količine {\displaystyle {\vec {\mathbf {G} }}}:
{\displaystyle {\vec {\mathbf {\Gamma } }}={\vec {\mathbf {r} }}\times {\vec {\mathbf {G} }}\!\,.}
Po izreku o vrtilni količini je sprememba vrtilne količine telesa glede na izbrano osišče v časovni enoti enaka vsoti sunkov vseh zunanjih navorov:
{\displaystyle {\frac {\mathrm {d} {\vec {\mathbf {\Gamma } }}}{\mathrm {d} t}}={\vec {\mathbf {M} }}\!\,.}